# Nankang-Fondriest
Nankang-Fondriest is een Italiaanse wielerploeg die in 2013 werd opgericht. De ploeg fungeert als opleidingsploeg voor Team Saxo-Tinkoff. Nankang-Fondriest is actief in de Continentale circuits.
Oorspronkelijk zou de ploeg op een Portugese licentie rijden, vandaar dat de twee belangrijkste nationaliteiten in de ploeg Italiaans en Portugees zijn.

## Bekende renners
- Ivan Rovny (2013-heden)
- Alfredo Balloni (2013-heden)
- Davide Mucelli (2013)
- Andrea Piechele (2013)
- Antonio Santoro (2013-heden)
- Filippo Savini (2013-heden)